# Река Андрій Олександрович
Андрій Олександрович Река (нар. 1 грудня 1953, с. Стовбина Долина, Новосанжарський район, Полтавська область) — український політик, народний депутат України 8 скликання, Новосанжарський селищний голова. Заслужений природоохоронець України.

## Освіта
Закінчив Полтавський сільськогосподарський інститут, спеціальність — зооінженер (1981); Вищу партійну школу при ЦК Компартії України (1986).

## Кар'єра
Працював бригадиром комплексної бригади колгоспу «Шлях Ілліча», заступником голови колгоспу «Шлях Ілліча», головою колгоспу «Зоря» Новосанжарського району.
Працював в Полтавському обласному комітеті партії. З 1987 р. по 1998 р. — голова Чутівського районного агропромислового об'єднання Полтавської області, перший заступник голови Чутівського райвиконкому, голова Чутівського райвиконкому, представник Президента в Чутівському районі.
З 1998 року Андрій Река — голова Новосанжарської районної державної адміністрації. З 2004 по 2006 р. — начальник Полтавської обласної Державної рибної інспекції.
Депутат Полтавської обласної ради двох скликань, багаторазово обирався депутатом Новосанжарської районної ради.
У 2006 та 2010 роках Андрій Река обирався Новосанжарським селищним головою. За цей час Новосанжарська територіальна громада досягла переконливих результатів — чотири роки поспіль, згідно з відповідними розпорядженнями Кабінету Міністрів України, селище Нові Санжари визнано переможцем Всеукраїнського конкурсу «Населений пункт найкращого благоустрою і підтримки громадського порядку».
У 2012 році балотувався до Верховної Ради України по 149 виборчому округу (переможець Олексій Лелюк — 35,67 %. Андрій Река — 31,15 %, Кулик Олександр Васильович|Олександр Кулик — 19,77 %).
Голова підкомітету з питань регіональної політики, місцевих бюджетів та комунальної власності Комітету Верховної Ради з питань державного будівництва, регіональної політики та місцевого самоврядування.

## Нагороди
Двічі нагороджений Почесними грамотами Верховної Ради України; має інші відзнаки, нагороди — Почесні грамоти, подяки обласної ради, орден Святого Володимира Великого III ступеня, два ордени Миколи Чудотворця І ступеня «За примноження добра на землі» (2001 та 2007 рр.).
Указом Президента України № 1003 від 3 грудня 2009 р. присвоєно почесне звання «Заслужений природоохоронець України».

## Особисте життя
Одружений, має трьох дорослих дітей, п'ять внуків.